# Skäret, Höganäs kommun
Skäret är en liten fiskeby i Brunnby socken i Höganäs kommun i Skåne, belägen vid Skälderviken mellan Jonstorp och Arild.
Skäret är troligen mest känt för kaféet Flickorna Lundgren, som har öppet sommartid. Restaurangen Rut på Skäret ligger i nära anslutning till kaféet. I Skärets hamn ligger Skärets konsthall som är öppen sommartid.
Mellan Skäret och Arild ligger Nabbens naturreservat, genom vilket en promenadväg går. Det går också att via en promenadväg ta sig till Svanshall, som ligger längre sydöst utmed Skälderviken.